# Ольгино (Красноярский край)
О́льгино — село в Уярском районе Красноярского края, входит в состав Новопятницкого сельсовета.

## География
Село находится на расстоянии примерно 4 км (по прямой) к северу от города Уяр, административного центра района.

### Климат
Климат резко континентальный. Среднемесячная температура воздуха июля составляет +19 °C, а самого холодного месяца — января −16 °C. Средняя продолжительность безморозного периода — 120 дней, с температурой +10 °C — 114 дней, средняя дата последнего заморозка — весной 22 июня, первого, осенью — 20 сентября. Продолжительность безморозного периода 95-116 дней. Годовая сумма осадков составляет до 430—680 см, причём большая часть их выпадает в тёплый период года.

## История
В 1897 году был образован рабочий посёлок, построена железнодорожная станция, проложена железная дорога — узкоколейка. В 1898 году была заложена деревянная Церковь 11 июля в день Святой Ольги (в честь дочери Николая II). К 1899 году в селе было 75 дворов. При реконструкции железной дороги, станцию перенесли в Клюквено, ветка железной дороги ушла в сторону. В советское время работали колхозы имени 1-й Пятилетки, имени Н. Крупской, Александровский совхоза (4-е отделение).

## Население
| 2010 |
| ---- |
| 332  |

### Национальный состав
Согласно результатам переписи 2002 года, в национальной структуре населения русские составляли 93 % из 317 чел.